# Enquête sur le monde invisible

Enquête sur le monde invisible est un documentaire français réalisé en Islande par Jean-Michel Roux, sorti en 2002. Il est distribué en France par Mars Films.

## Synopsis
Vivant au milieu d’une nature primitive toujours en formation, la société islandaise entretient des rapports secrets avec une communauté d’êtres invisibles : les elfes.
De nombreux Islandais affirment également avoir vu des fantômes, d’autres observent des monstres aquatiques ou communiquent avec des anges et des extraterrestres.
Reposant sur des confessions troublantes, cette enquête à suspense nous confronte à une question fondamentale : sommes-nous seuls dans l’univers ?

## Fiche technique
- Réalisation : Jean-Michel Roux
- Scénario : Jean-Michel Roux
- Photographie : Jean-Louis Vialard
- Montage : Joseph Licidé
- Musique : Biosphere, Hector Zazou
- Son : Bruno Tarriere, Jérome Thiault, Pierre Choukroun
- Sociétés de production : Noé Productions[1]
- Société de distribution : Mars Films
- Durée : 87 minutes
- Date de sortie : 30 octobre 2002

## Critiques
Pour Télérama, « le plus troublant reste l'empathie indéfectible du réalisateur pour les témoins et ses velléités de mettre en scène leurs récits ».
Pour Libération, le réalisateur « parvient à installer une atmosphère qui oscille entre enquête et fiction. ».

## Récompenses et distinctions
Le film a été nommé au Festival international du film de Karlovy Vary en 2003,.